# Forêt de Pons
La forêt de Pons est une forêt de feuillus, composée majoritairement de chênes et de charmes, située au nord de la ville de Pons et traversée dans toute sa longueur du nord au sud par l’autoroute A10, dans le département de la Charente-Maritime. Elle est également parcourue par les GR 360 et 655.
Ce massif forestier, d’une surface totale de  près de 500 hectares, couvre huit communes, il constitue un des derniers vestiges de l’antique forêt de Baconnais qui s’étendait entre la Charente et la Seudre, dans la partie centrale de l’ancienne province de Saintonge.

## Le cadre géographique

### Les données géographiques
Le massif boisé de la forêt de Pons, tel qu’il est représenté sur les cartes géographiques, s’étend sur une surface évaluée à environ 500 hectares, se répartissant sur huit territoires communaux, à cheval sur trois cantons (Gémozac, Pons et Saintes-Ouest).
Les communes couvertes par cette chênaie sont du nord au sud les suivantes : 
- Thénac,
- Préguillac,
- Berneuil,
- Tesson,
- Villars-en-Pons,
- Saint-Léger,
- Jazennes
- Pons.

La forêt de Pons est délimitée à l'est par la D137 (ex RN 137), anciennement, elle était bordée par la vallée de la Seugne, et à l'ouest, par la vallée pittoresque de la Soute. Cette petite rivière naît à l'est du village de Tesson et conflue avec la Seugne au cœur même de la ville de Pons.

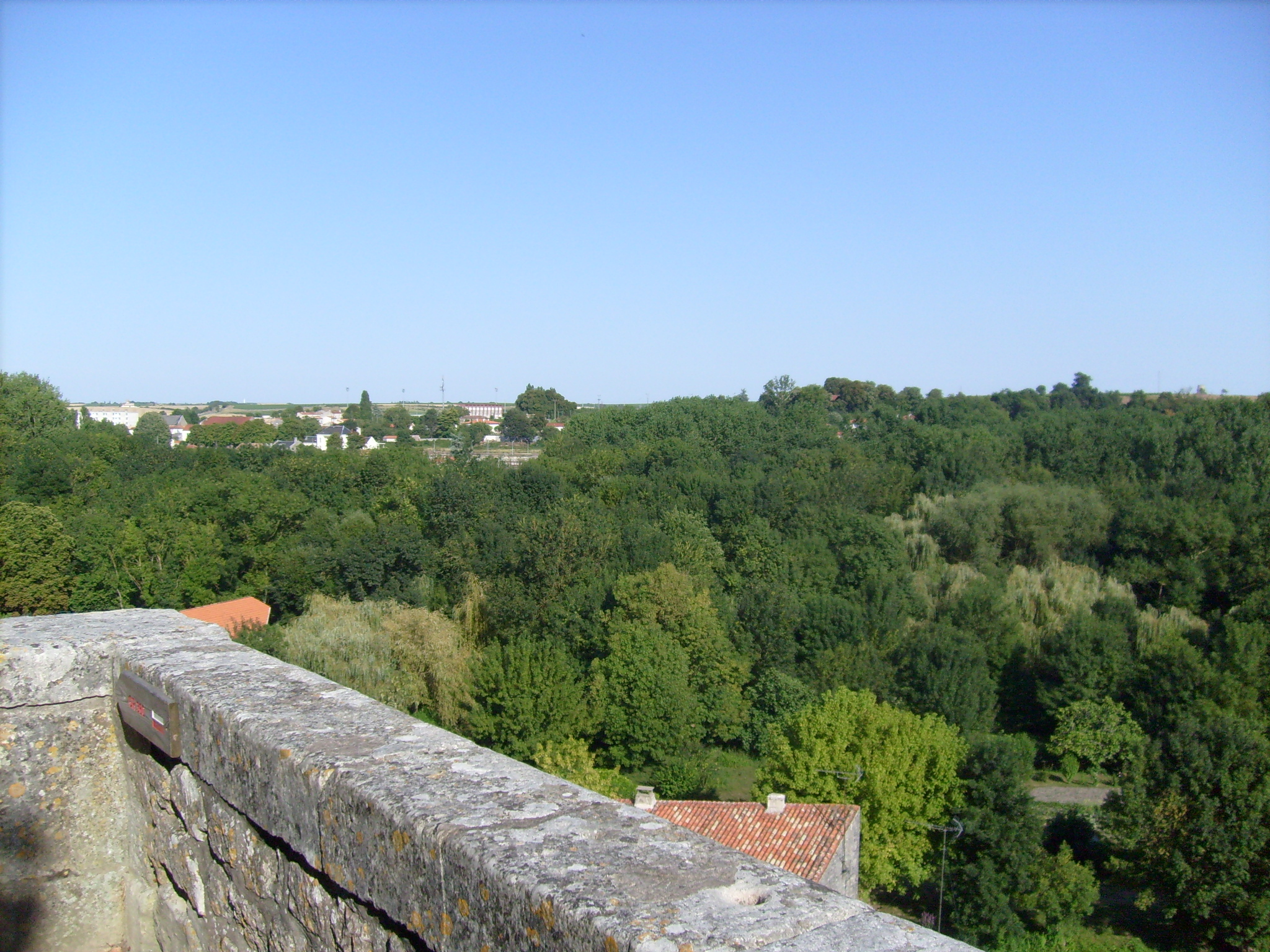
La forêt de Pons se situe au nord de la ville de Pons. Une vue de la forêt depuis les remparts de la cité médiévale.

Au nord, le massif forestier comprend le bois des Graves qui s'étend sur une centaine d'hectares sur les communes de Thénac, Préguillac et Tesson et, au sud, la forêt de Pons est prolongée par le bois des Chevaliers au nord de la ville de Pons.
Depuis 1981, ce massif boisé est traversé en son centre par l'autoroute A10 et une aire de services, dite de Saint-Léger, y a été aménagée (sur la commune de Saint-Léger).
Cette vaste chênaie, perforée de larges clairières vouées principalement à la vigne sur les coteaux les mieux exposés, occupe le sommet de l’anticlinal de Saintes, dont les hauteurs les plus élevées sont relevées sur la commune de Saint-Léger, 58 mètres entre les villages de Saint-Léger et du hameau de Souillac.
Cette forêt est caractérisée par de très larges et nombreuses clairières occupées majoritairement par des vignes et des villages, et entrecoupées de bois épars composés le plus souvent de taillis. Parmi ces bois et forêts, se situe la forêt de Pons proprement dite et ne couvrant en fait qu'une centaine d'hectares répartie sur les finages communaux de Saint-Léger et Pons.
Pris dans son ensemble, le massif de la forêt de Pons s'étend sur environ une dizaine de kilomètres du nord au sud et sur une étroite bande dont la largeur varie entre 2 et 5 km.

### Caractéristiques géologiques: les grottes de la forêt de Pons

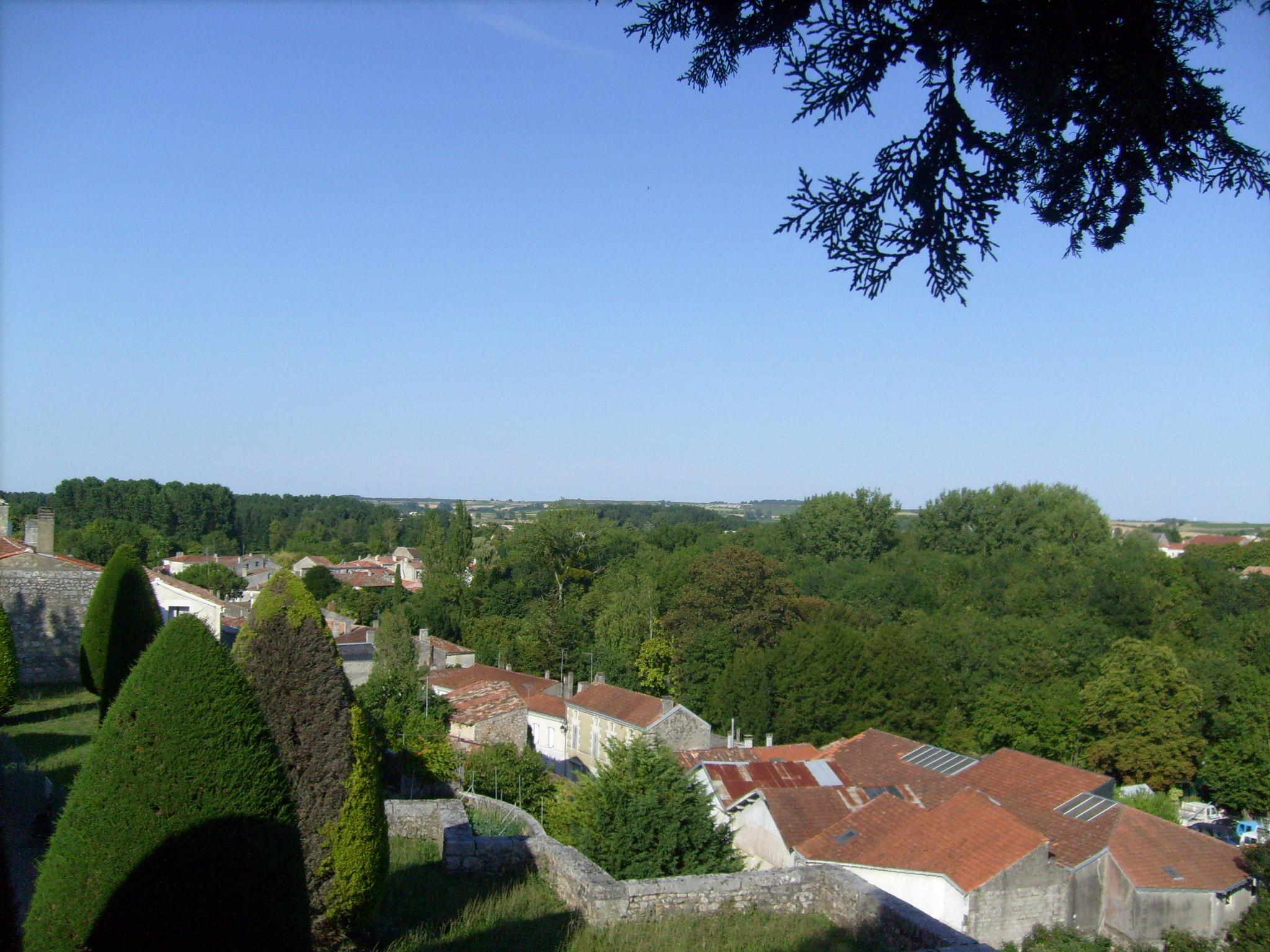
La Forêt de Pons vue depuis les remparts de la cité médiévale de Pons.

Cette vaste chênaie, trouée de larges clairières culturales et viticoles, repose sur un bombement de terrain crétacé, l’anticlinal saintongeais (axe Pons-Brouage), composé de calcaire et de grès mêlés à de l'argile à silex, ayant les mêmes caractéristiques de sols que ceux observés dans le plateau des Borderies, au nord du fleuve Charente, entre Saintes et Cognac.
Il faut également y annexer le bois des Hauts-Journaux, situé au nord-ouest de la commune de Villars-en-Pons et qui est "une partie détachée de la forêt de Pons", étant séparé par la vallée de la Soute, mais ayant "un terrain tout à fait analogue à la forêt de Pons, c'est-à-dire un calcaire mâtiné d'argile à silex".
Présentant par endroits, sur les terrains escarpés, un sous-sol karstique et fissuré, des grottes et des cavités se sont formées aux abords de la forêt de Pons. Elles se trouvent précisément sur la commune de Saint-Léger dans les sites rupestres de La Roche-Madame, Bois-Bertaud et l'Augerie, ainsi qu'au nord de Pons, au hameau de Soute, où se trouvent des falaises calcaires et gréseuses d'une dizaine de mètres de hauteur et bordant le vallon de la Soute. Ce dernier endroit sert notamment de site  d'escalade, pratiqué en particulier par le club SAE de Gémozac.

## Historique sommaire
La forêt de Pons est issue de l'antique forêt de Baconnais, cette dernière recouvrait la partie centrale de la Saintonge, entre la Charente et la Seudre, et s'étendait jusqu'aux abords de la vallée de la Seugne, aux époques celtiques et romaines.

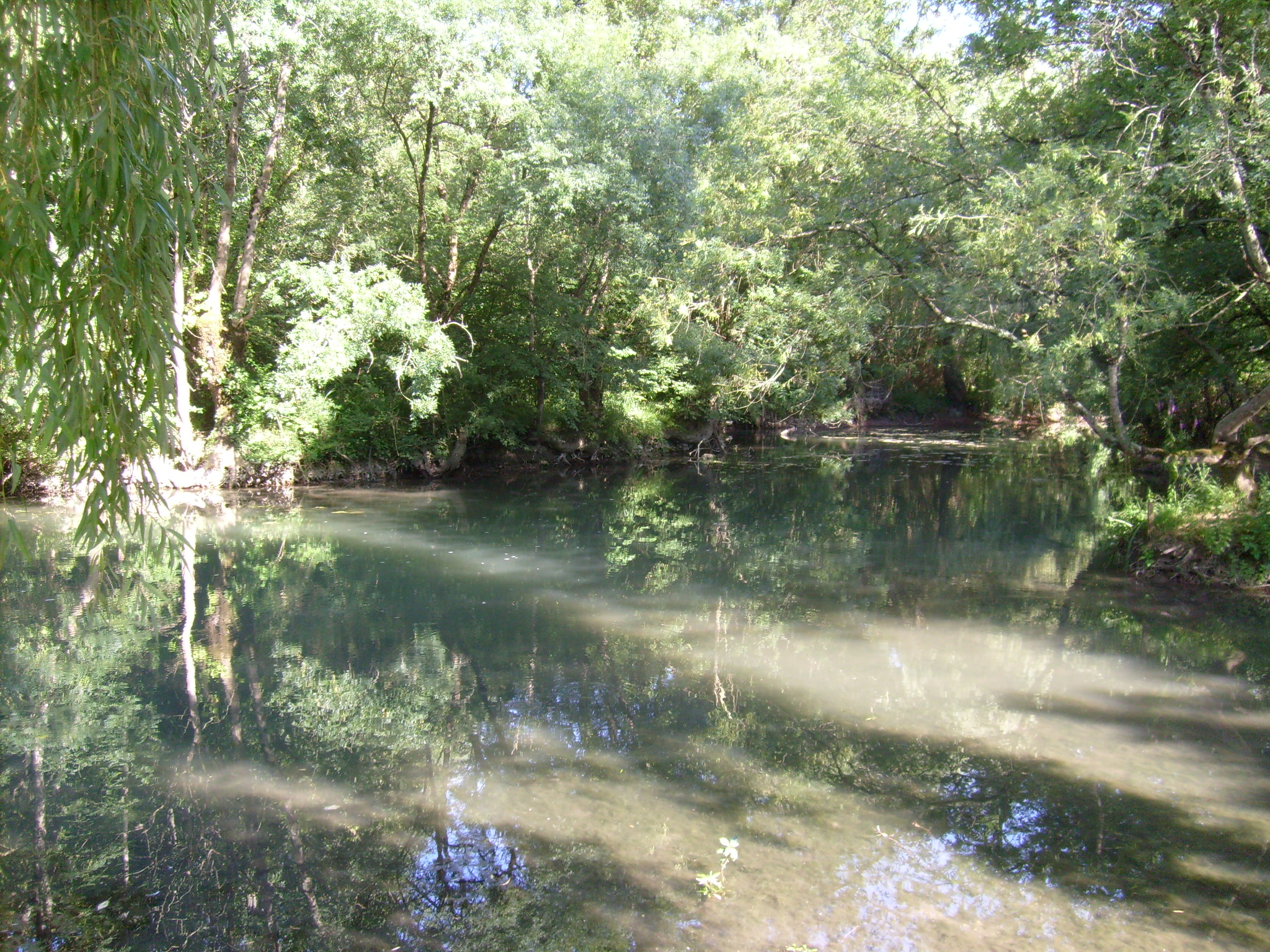
La Seugne à Pons. Jusqu'à l'époque médiévale, la vallée de la Seugne servait de délimitation orientale à la vaste forêt de Pons.

Défrichée dès l'époque romaine, la forêt de Pons fut percée de grandes voies romaines - axes Mediolanum Santonum à Pontes, actuelle ville de Pons, axe Mediolanum Santonum à Mortagne-sur-Gironde via Gémozac, axe Pontes-Portus Santonum via Gémozac également - le long desquelles s'implantèrent successivement un grand nombre de villae qui donnèrent plus tard naissance aux villages actuels.
Après les invasions barbares des IVe siècle et Ve siècle, le grand mouvement de défrichement médiéval n'épargna pas la forêt de Pons qui fut cependant rapidement l'objet d'une prise de possession exclusive par les Sires de Pons. Ces derniers en firent leur réserve giboyeuse par excellence. Les seigneurs de Pons possédaient dès le XIIe siècle toute la région comprise entre la vallée de la Seugne et celle de l'Arnoult, au sud de Saintes, soit une cinquantaine de paroisses, dans lesquelles se trouvaient la forêt de Pons, alors bien plus étendue qu'aujourd'hui. Ils entreprirent le défrichement systématique de la forêt tout en préservant une partie, celle qui subsiste aujourd'hui et qui est pratiquement située tout entière dans la commune de Saint-Léger, à quelques kilomètres au nord de la ville de Pons. De plus, cette forêt constituait une ressource considérable pour les seigneurs de Pons qui livraient le bois pour "la production du tanin nécessaire à la trentaine de tanneurs établis dans la ville".
Aux XVIIe siècle et XVIIIe siècle, la forêt de Pons fut l'objet de nouveaux défrichements "pour offrir des terres nouvelles qu'imposait la demande accrue de grains et d'eau-de-vie".
Dans le courant du XIXe siècle, surtout pendant le Second Empire, il était devenu beaucoup plus avantageux pour les petits propriétaires de forêts de convertir leurs parcelles boisées en terres à vigne. C'est pourquoi les communes de Villars-en-Pons, Jazennes, Saint-Léger, Berneuil et Pons étendirent considérablement leurs terres aux dépens de la forêt pour les consacrer quasi exclusivement à la vigne. Cependant, face à la nécessité de disposer de bois de chauffage, et dans le vignoble de bois pour brûler, le déboisement put être heureusement limité et volontairement contrôlé. Étant une forêt privée, les propriétaires qui possédaient des parcelles de la forêt de Pons étaient tenus de se soumettre au Code de l'Administration forestière, ancêtre de l'actuel ONF.
Cependant, dans la deuxième moitié du XXe siècle, cette forêt subit de nouveaux assauts, dont ceux issus de remembrements systématiques opérés à la fin des années 1960. La forêt de Pons est alors considérablement rognée dans ses parties septentrionales et orientales, alors qu'elle présentait une certaine unité dans sa formation, étant quasi ininterrompue de Thénac à Pons jusqu'au seuil des années 1970.
En 1981, la construction de l'autoroute A10 l'a beaucoup mutilée, notamment par la longue trouée du ruban de bitume, par la création d'un échangeur autoroutier entre Pons et Gémozac (sortie no 36), ainsi que par l'aménagement d'une aire de services autoroutière (Aire de services de Saint-Léger).

## Le peuplement forestier de la Forêt de Pons
Située sur des sols calcimorphes du Crétacé avec des dépôts de sable, graviers et argiles à silex, la forêt de Pons convient tout à fait bien aux Chênes pédonculés (Quercus robur) et aux Chênes tauzun (Quercus tauza) qui y trouvent un terrain très favorable à leur croissance. Il s'agit en effet d'essences caractéristiques des sols acides. La forêt de Pons est essentiellement une chênaie acidiphile, étant composée majoritairement de chênes rouvres ou sessiles, pédonculés et tauzins. 

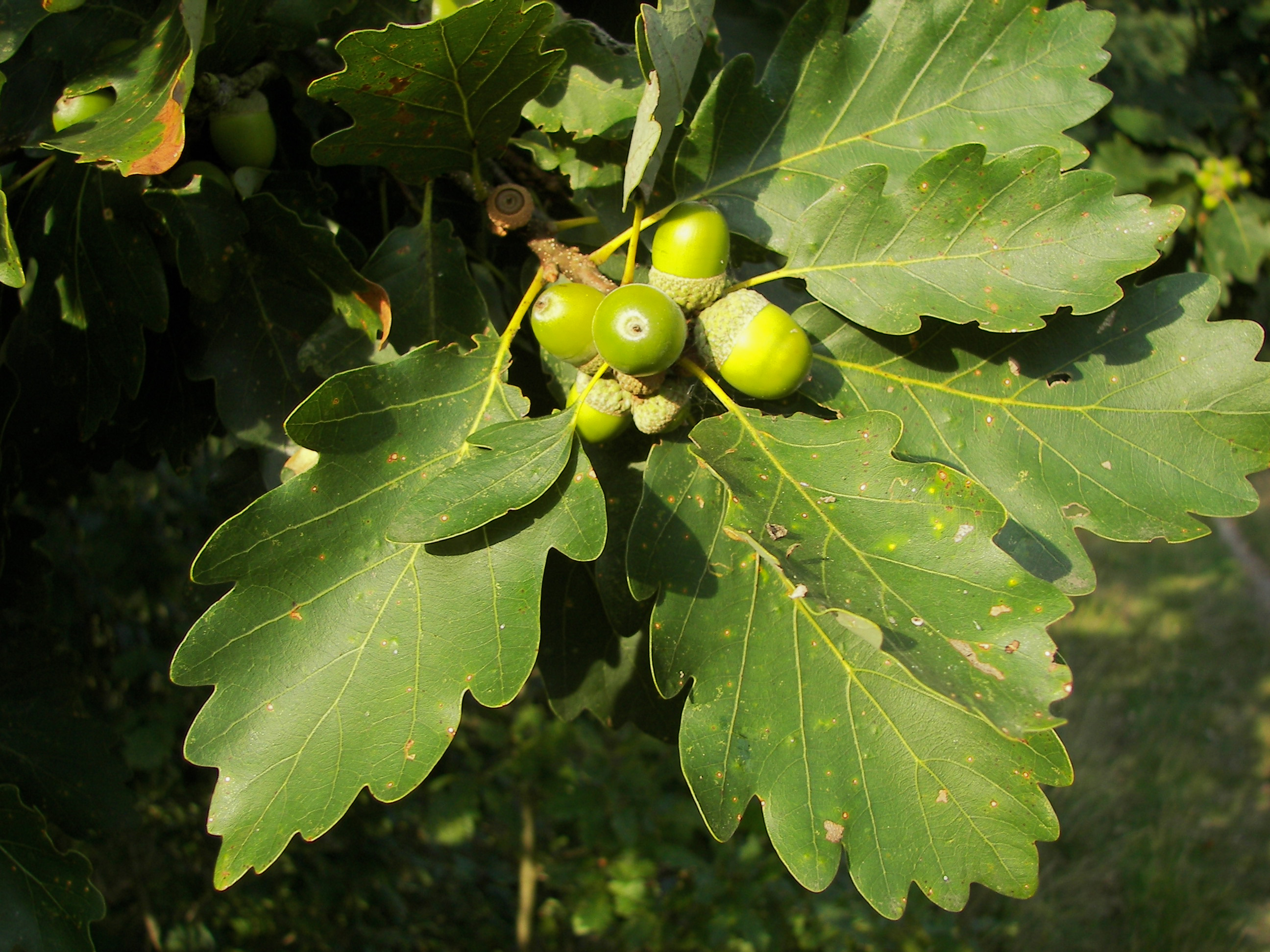
Chêne rouvre. Le chêne rouvre (ou chêne sessile) est l'essence dominante de la forêt de Pons.

Cependant, le chêne rouvre ou chêne sessile (Quercus petraea) prédomine largement dans cette forêt, affectionnant particulièrement les sols calcaires, abondant dans la forêt de Pons.
Sur les parties non calcaires de la forêt de Pons apparaissent des taillis de châtaigniers et de charmes, tandis que les escarpements et autres pentes sont plantés de chênes verts, appelés également yeuses.
Il est étonnant de remarquer qu'aucune autre essence, comme les résineux (pins), n'est présente dans cette forêt, ce qui est assez inhabituel dans le département, où nombre de forêts sont plutôt mixtes (feuillus et résineux).

## Un lieu de détente et de loisirs
Dès le milieu du XIXe siècle, la forêt de Pons est devenue un espace de détente et de promenade pour les citadins des deux villes les plus proches que sont Pons et Saintes. Elle devint également un lieu de découverte renommé, suscité par les cavités naturelles et les grottes qui attirèrent des amateurs d'archéologie. Ces derniers y découvrirent notamment la grotte La Roche-Madame et de celle de Bois Bertaud vers la fin du XIXe siècle.
Aujourd'hui, la forêt de Pons est parcourue par deux sentiers pédestres de grande randonnée (circuits du GR 360 = Tour de la Saintonge et du GR 655 = Chemin de Compostelle - voie de Tours), ainsi que par des sentiers balisés pour la pratique de l'équitation et du VTT.
Enfin, elle est également un lieu d'exercice très prisé pour la pratique de l'escalade qui a lieu habituellement sur les falaises du vallon de la Soute, au lieu-dit éponyme de Soute, à environ deux kilomètres au nord-ouest de la ville de Pons. Ces falaises d'une dizaine de mètres de hauteur sont surtout utilisées pour des initiations à l'escalade.

## Pour approfondir
Bibliographie recommandée :
- Ouvrage collectif sous la direction de Jean Louis NEVEU, Forêts charentaises,  Le Croît vif, 2001, 510 pages.
- F. JULIEN-LABRUYERE, A la recherche de la Saintonge maritime, Éditions Rupella, 1980 (section sur la forêt de Pons en p.p. 217/218).